# Andrew Fisher
Andrew Fisher (29 de agosto de 1862, Crosshouse, Ayrshire, Escócia – 22 de outubro de 1928, West Hampstead, Londres, Reino Unido) foi um político australiano e quinto primeiro-ministro na história desse país, em três ocasiões diferentes. O governo trabalhista de Fisher de 1910 a 1913 completou um vasto programa legislativo que o converteria, junto com o protecionista Alfred Deakin, no fundador da estrutura estatutária da nova nação. O legado de reformas e desenvolvimento nacional que deixaram seus mandatos durou para além das divisões que posteriormente apareceriam com a Primeira Guerra Mundial e as pressões de Billy Hughes para impor o alistamento obrigatório para o serviço militar. 
O segundo governo de Fisher representou em 1910 vários marcos: foi a primeira maioria absoluta de um governo federal na Austrália, a primeira maioria no Senado e a primeira vez no mundo que um partido trabalhista tinha a maioria de governo em nível nacional. Ao mesmo tempo, representou o auge da participação dos trabalhistas na política. Com a aprovação de cento e treze leis, o governo de 1910 a 1913 foi um período de reformas sem igual na Commonwealth até a década de 1940. Tendo exercido o poder durante um total de quatro anos e dez meses, Fisher é o segundo primeiro-ministro trabalhista australiano mais duradouro, só superado por Bob Hawke.